# Phạm Hùng
 (novembre 2017).
Si vous disposez d'ouvrages ou d'articles de référence ou si vous connaissez des sites web de qualité traitant du thème abordé ici, merci de compléter l'article en donnant les références utiles à sa vérifiabilité et en les liant à la section « Notes et références ».
Phạm Hùng, né le 11 juin 1912 dans la province de Vĩnh Long, dans le delta du Mékong du sud du Vietnam et mort le 10 mars 1988 à Hanoï, est un homme d'État vietnamien. Il est Premier ministre du 18 juin 1987 jusqu'à sa mort (Võ Văn Kiệt le remplace par intérim).

## Biographie
Phạm Hùng naît en 1912 dans le delta du Mékong. Il adhère au Parti communiste d'Indochine, qui vient d'être constitué, en 1930. 
L'année suivante, il est arrêté par les autorités coloniales françaises pour avoir tué un propriétaire foncier et est condamné à mort. Sa sentence est réduite en une peine de prison. Il est libéré en 1936 à la suite d'une amnistie. Il est arrêté une seconde fois en 1939 et est détenu jusqu'au 1945 sur l'île de Poulo Condore. Il est décrit comme l'un des chefs des prisonniers communistes durant son incarcération.
Pendant la première guerre d'Indochine, il est l'un des chefs de parti qui sont actifs dans le sud du pays. Bien qu'étant un subordonné, il contrôle une grande partie des forces de sécurité du Viet Minh dans le sud du pays. En 1951, il intègre le Comité central du parti.
En 1957, il devint membre du Parti communiste vietnamien.
Pendant la guerre du Vietnam, il prend le pouvoir au Bureau central du parti pour le Sud-Vietnam sous le nom de Bay Cuong en 1967 et est nommé commissaire au Viêt-Cong. Après la guerre, il reprend son rôle au sein du Bureau politique du parti communiste. En 1979, il devient ministre de l'Intérieur.
Phạm Hùng est élu Premier ministre le 18 juin 1987, après la démission de Phạm Văn Đồng.
Il meurt le 10 mai 1988 à l'âge de 75 ans.